# 枯枝败叶
《枯枝败叶》（西班牙語：La hojarasca）是哥伦比亚小说家加西亚·马尔克斯出版于1955年的小说。广受赞誉的《百年孤独》故事发生的背景小城馬貢多首次在此书出现；因此《枯枝败叶》被认为是《百年孤独》的试验场和前奏作品，同时也是加西亚·马尔克斯的成名作。
《枯枝败叶》分别从祖孙三代（父亲、女儿和孙子）三个人的不同视角叙述了一个带有魔幻现实主义色彩的故事。剧情推进的过程中叙事的视角不断地被转换，三人的不同感触和回忆互相穿插。

## 剧情介绍
故事发生在古旧气氛浓郁的小城马孔多。现代意义上的商业组织“香蕉公司”已经在马孔多落脚，吸引了大量为公司工作的外地人。来到马孔多的外地人正如一股狂风席卷了守旧而落后的小城（这正是书名的由来）。
小说以一个广受尊敬的老上校、上校女儿伊莎贝尔和上校的孙子三人为中心，描述了祖孙三代在一个大夫的葬礼上各自的心理活动和大夫在世时的关于他的回忆。大夫因性格古怪和行为不检点，为小城的大多数居民所唾弃；上校却遵守与大夫的约定，不顾旁人的冷眼，为其主持葬礼。
在遭到无数居民愤恨但与老上校有着千丝万缕联系的大夫死后，祖孙三人发现自己正面临精神上的无所寄托的处境。